# Waiting for the Sirens' Call (singolo)
Waiting for the Sirens' Callè una canzone del gruppo rock-synthpop britannico New Order, estratta come terzo singolo dall'album Waiting for the Sirens' Call e pubblicata il 26 settembre 2006 dalla London Records.
L'etichetta discografica evitò di rilasciarla nei soliti formati Maxi CD e DVD, preferendo invece due vinili a sette pollici separati, nei quali vennero stampati sui lati A diversi remix del brano e sui lati B quelli di altri classici della band. Il 3 ottobre 2005 tuttavia, la composizione venne diffusa anche su CD, insieme alla versione integrale dei mix.
Molti la videro come lo spartiacque tra Waiting for the Sirens' Call e l'antologia Singles, uscita subito dopo.
In un'intervista, il frontman Bernard Sumner disse che era la migliore canzone di sempre dei New Order.
Fu inserita nell'A-List della BBC Radio 2 e nella playlist di Xfm London. Riuscì a toccare la ventunesima posizione della Official Singles Chart, un gradino più in basso del precedente Jetstream.

## Copertina
La copertina è una fotografia (leggermente modificata dai membri della Saville Associates Howard Wakefield e Peter Saville, cover designer di quasi tutti i singoli dei New Order) del 1954 fatta a Tahiti, nella Polinesia francese, di Eliot Elisofon e rappresenta una giovane ragazza tahitiana completamente nuda seduta in mezzo ad un fiume che si mette un fiore in testa.

## Lista delle tracce
Testi e musiche dei New Order e Phil Cunningham.

### 7" #1: NUO15V1 (UK & Europa)
1. Waiting for the Sirens' Call (Rich Costey Radio Edit) – 3:52
2. Temptation (Secret Machines Remix) – 4:37

### 7" #2: NUO15V2 (UK & Europa)
1. Waiting for the Sirens' Call (Band Mix) – 3:53
2. Everything's Gone Green (Cicada Remix) – 4:33

### 7" #3: NUO15V3 (UK & Europa)
1. Waiting for the Sirens' Call (Jacknife Lee Remix Edit) – 4:11
2. Bizarre Love Triangle (Richard X Remix Edit) – 4:19

### CD: NUOCD15 (UK & Europa)
1. Waiting for the Sirens' Call (Rich Costey Remix) – 5:39
2. Waiting for the Sirens' Call (Jacknife Lee Remix) – 6:10

### CDR: Warner Bros. Promo
1. Bizarre Love Triangle (Richard X Remix Full Length) – 7:05
2. Everything's Gone Green (Cicada Remix) – 4:35
3. Everything's Gone Green (Martin Buttrich Remix) – 4:56
4. Temptation (Secret Machines Remix Full Length) – 7:26
5. Waiting for the Sirens' Call (Jacknife Lee Remix Edit) – 4:11

- Include un remix esclusivo di Martin Buttrich (ingegnere del suono di Timo Maas) così come la versione integrale degli altri due mix.

## Posizione nelle classifiche
| Classifica (2005)      | Posizione |
| ---------------------- | --------- |
| Official Singles Chart | 21        |